# Oxychilus mercadali
Oxychilus mercadali is een slakkensoort uit de familie van de Oxychilidae. De wetenschappelijke naam van de soort is voor het eerst geldig gepubliceerd in 1970 door Gasull.